# Familiens Ære
Familiens Ære er en amerikansk stumfilm fra 1916 af Lois Weber og Phillips Smalley.

## Medvirkende
- Mary MacLaren som Estelle Ryan.
- Gerard Alexander som Mrs. Winthrop.
- Carl von Schiller som Wally Dreislin.
- Jack Holt som Jansen Winthrop.
- Phillips Smalley som Robert Winthrop.